# 역두문자어
역두문자어(逆頭文字語) 또는 배크로님(영어: backronym, bacronym)은 단어의 각 문자를 사용하여 새로운 약어의 의미를 갖게한 것이다. 배크로님은 1983년에 back (후)와 acronym (약어)를 결합한 혼성어이다.

## 개요
순수한 배크로님은 그 단어에 새로운 의미나 해석을 준다. 공식적으로 진지한 것도 있고 비공식적으로 유머러스한 것도 있다.

## 예시
미국에서 잘 알려진 예는 SAT가 있으며, 이것은 원래 scholastic aptitude test의 약자였지만, 학생들의 학부모 단체에서 aptitude (적당)라고 말이 타고난 재능만으로 노력한만큼의 능력을 반영하지 않는다는 문구가 있었기 때문에 scholastic assessment test로 변경되었다. 현재는 그것도 변경되어 공식적으로는 원래의 단어는 설정되어 있지 않다.
GSM은 프랑스 연구진에 의해 개발되었기 때문에, 프랑스어로 groupe spécial mobile였으나, 나중에 세계적인 표준이 되면서 영어 global system for mobile communications의 약자로 변경되었다.

## 같이 보기
- 이합체시
- 기억술
- 재귀 약자
- 레트로님